# Sint-Antoniuskerk (Sispony)
De Sint-Antoniuskerk (Catalaans: església de Sant Antoni de la Grella) is een kerk op de rechteroever van de Valira del Nord ten zuidoosten van het dorpscentrum van Sispony in de Andorrese parochie La Massana.
Elk jaar op 17 januari vindt er een traditionele feestelijke bijeenkomst van gelovigen plaats, een zogenoemde aplec.

## Ligging
De naam La Grella verwijst naar de diepe kloof die de Valira del Nord op deze plaats in het landschap snijdt — de kerk is tegen de voet van een steile rotswand aan gebouwd. Langs de kerk loopt een pad dat eertijds deel uitmaakte van de Camí Ral (verbindingspad vóór het bestaan van echte straten) die La Massana met Escaldes-Engordany en Andorra la Vella verbond. De Sint-Antoniuskerk is dan ook gewijd aan Antonius van Egypte, patroonheilige van de vervoerders, die hem traditioneel aanriepen om veilig over het hier vaak overstroomde pad te raken.
Honderd meter stroomafwaarts ligt de Pont de Sant Antoni de la Grella, die doorgaans tot Anyós wordt gerekend. De Camí Ral vervolgt zijn weg over deze romaanse brug.

## Geschiedenis
Bij de constructie van de Túnel de Sant Antoni, die net westelijk van het gebedsgebouw de hoofdweg CG-3 toelaten om La Massana te bereiken, werd de kerk zo goed als onherstelbaar beschadigd. Nadien werd ze echter volledig heropgebouwd.